# Orthoporus kiemi
Orthoporus kiemi är en mångfotingart som beskrevs av Loomis 1962. Orthoporus kiemi ingår i släktet Orthoporus och familjen Spirostreptidae. Inga underarter finns listade i Catalogue of Life.